# Kringlan, Reykjavik

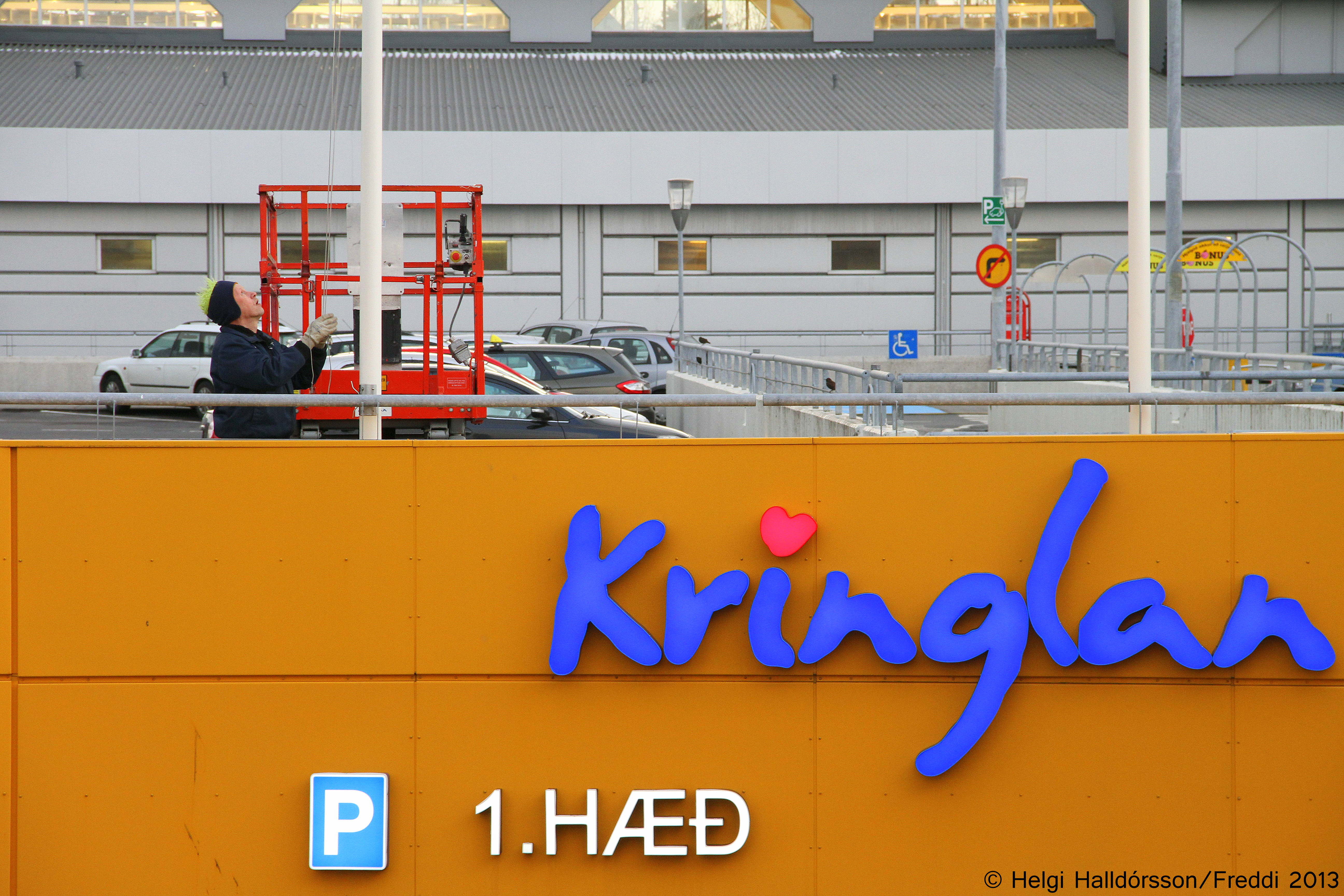
Kringlan

Kringlan är Islands näst största köpcentrum, beläget några kilometer utanför centrala Reykjavik. Det är Reykjavikområdets största köpcentrum. Centrumet har fler än 170 butiker, flera restauranger, en biograf och en teater. Det öppnade 1987 och utvidgades 1999.